# Edison Giménez
Mario Edison Giménez (* 5. April 1981 in Pedro Juan Caballero) ist ein ehemaliger paraguayischer Fußballspieler. Der Stürmer bestritt zwei Länderspiele für Paraguay und wurde auf Vereinsebene 2007 chilenischer Meister.

## Karriere

### Verein
Edison Giménez begann seine Karriere 2002 in seinem Heimatland bei General Díaz und 2 de Mayo. Nach einer Leihstation in Argentinien folgte 2007 der Wechsel zum chilenischen Rekordmeister und Copa-Sudamericana-Finalisten CSD Colo-Colo. Er wurde mit den Albos Meister in der Apertura 2007, erzielte aber in 13 Spielen nur einen Treffer und kehrte Mitte 2007 in die Heimat zu Olimpia zurück. 2009 zog es Giménez nach Kolumbien, wo er einen Großteil seiner weiteren Karriere verbrachte. Mit Ausnahme von 2011 bei Sportivo Luqueño in Paraguay, 2011 bei Imbabura SC in Ecuador und 2013 bis 2014 bei Nacional Potosí in Bolivien spielte er mit seinen Vereinen Deportivo Pereira, Independiente Medellín, Deportivo Cali, La Equidad und Águilas Doradas bis 2014 in der Categoría Primera A. Seine Karriere ließ er bei seinem zweiten Mal bei Deportivo Pereira und bei Unión Magdalena in der Categoría Primera B ausklingen.

### Nationalmannschaft
In der paraguayischen Nationalmannschaft bestritt Giménez zwei Freundschaftsspiele, bei denen er jeweils eingewechselt wurde. Bei seinem Debüt gegen Chile im November 2006 erzielte er bei der 2:3-Niederlage den 1:3-Treffer. Beim Freundschaftsspiel gegen Mexiko im März 2007 erhielt er knapp zehn Minuten nach seiner Einwechslung die Rote Karte.

## Erfolge
Colo-Colo
- Chilenischer Meister: 2007-A

Deportivo Cali
- Kolumbianischer Pokalsieger: 2010